# Metatalamus
Metatalamusul este localizat postero-inferior de talamus, la limita dintre diencefal și  mezencefal.

## Anatomie
Metatalamusul este format din corpul geniculat lateral și corpul geniculat medial.
Corpul geniculat lateral este echivalentul nucleilor specifici de releu ai talamusului. Este situat supero-lateral de corpul geniculat medial și antero-lateral de pulvinarul talamic și este legat de coliculul cvadrigemen superior prin brațul coliculului superior. Pe secțiunea transversală are forma de potcoavă, prezentând un hil situat ventro-medial și o prelungire laterală, ce poartă numele de pinten. Fibrele tractului optic pătrund în corpul geniculat lateral prin hil. Prin partea opusă hilului ies fibrele radiante optice. Ca și coliculul cvadrigemen superior, are structură laminată, prezentând șase straturi celulare, separată prin benzi de substanță albă. Este subdivizat în:
- nucleu pregeniculat – zona slab diferențiată, situată între corpul geniculat lateral și tractul optic.
- nucleul ventral – magnocelular,
- nucleul dorsal – parvocelular.

Fibrele directe ale tractului optic se termină în lamele 2,3 și 5, iar fibrele încrucișate în lamele 1, 4 și 6.
Corpul geniculat lateral prezintă o organizare retinotopică:
- fibrele din partea superioară a retinei se proiectează medial;
- fibrele din partea inferioară a retinei se proiectează lateral;
- fibrele maculare se proiectează în partea caudală a corpului geniculat lateral, de o parte și de alta a axului.

Corpul geniculat medial – este situat pe fața inferioară a pulvinarului (medial de corpul geniculat lateral) și este legat de coliculul cvadrigemen inferior prin brațul coliculului inferior. Funcțional, este echivalent al nucleilor specifici de releu ai talamusului. Citoarhitectonic, corpul geniculat medial prezintă:
- o zonă medială – parvocelulară, subîmpărțită în:

         subnucleu ventral
         subnucleu dorsal
- o zonă laterală – slab diferențiată, magnocelulară, dispusă între subnucleul ventral și lemniscul lateral.

Al patrulea neuron al căii acustice este reprezentat de neuroni ai subnucleului ventral. Subnucleul ventral are o structură laminată și o organizare tonotopică (medial – frecvențe înalte, lateral – frecvențe joase). Aferentele sale sunt reprezentate de axonii neuronului trei din nucleul central al coliculului cvadrigemen inferior, iar eferentele, axonii neuronului patru, intră în alcătuirea radiației acustice ce trece prin partea sublenticulară a brațului posterior al capsulei albe interne și se proiectează pe scoarța cerebrală a lobului temporal auditiv primar.